# Zé Pedro
Zé Pedro, pseudonimo di José Pedro da Silva Figueiredo Freitas (Guimarães, 6 giugno 1997), è un calciatore portoghese, difensore del Porto.

## Carriera
Zé Pedro è cresciuto nelle giovanili di Vitória Guimarães, Os Sandinenses e Vizela. Proprio con quest'ultimo club ha iniziato la sua carriera professionistica nel Campeonato de Portugal. 
Successivamente ha giocato con Torcatense, Fafe, Braga B ed Estrela Amadora, che ha aiutato a promuovere in Segunda Liga. 
Il 29 luglio 2021 è stato acquistato dal Porto che lo ha assegnato alla propria seconda squadra, di cui in poco tempo è divenuto capitano.
Ha debuttato in prima squadra il 15 dicembre 2021 nell'incontro di Taça da Liga vinto 1-0 contro il Rio Ave.

## Statistiche

### Presenze e reti nei club
Statistiche aggiornate al 18 dicembre 2023.
| Stagione        | Squadra         | Campionato      | Campionato | Campionato | Coppe nazionali | Coppe nazionali | Coppe nazionali | Coppe continentali | Coppe continentali | Coppe continentali | Altre coppe | Altre coppe | Altre coppe | Totale | Totale | Totale |
| Stagione        | Squadra         | Comp            | Pres       | Reti       | Comp            | Pres            | Reti            | Comp               | Pres               | Reti               | Comp        | Pres        | Reti        | Pres   | Reti   |        |
| --------------- | --------------- | --------------- | ---------- | ---------- | --------------- | --------------- | --------------- | ------------------ | ------------------ | ------------------ | ----------- | ----------- | ----------- | ------ | ------ | ------ |
| 2015-2016       | Vizela          | CdP             | 3          | 0          | CP              | 0               | 0               |                    | -                  | -                  |             | -           | -           | 3      | 0      |        |
| 2016-2017       | Torcatense      | CdP             | 23         | 1          | CP              | 0               | 0               |                    | -                  | -                  |             | -           | -           | 23     | 1      |        |
| 2017-2018       | Fafe            | CdP             | 29         | 1          | CP              | 1               | 0               |                    | -                  | -                  |             | -           | -           | 30     | 1      |        |
| 2018-2019       | Braga B         | SL              | 0          | 0          |                 | -               | -               |                    | -                  | -                  |             | -           | -           | 0      | 0      |        |
| 2019-2020       | Braga B         | CdP             | 0          | 0          |                 | -               | -               |                    | -                  | -                  |             | -           | -           | 0      | 0      |        |
| 2020-2021       | Estrela Amadora | CdP             | 28         | 3          | CP              | 5               | 0               |                    | -                  | -                  |             | -           | -           | 33     | 3      |        |
| 2021-2022       | Porto B         | SL              | 28         | 3          |                 | -               | -               |                    | -                  | -                  |             | -           | -           | 28     | 3      |        |
| 2022-2023       | Porto B         | SL              | 33         | 1          |                 | -               | -               |                    | -                  | -                  |             | -           | -           | 33     | 1      |        |
| 2023-2024       | Porto B         | SL              | 9          | 1          |                 | -               | -               |                    | -                  | -                  |             | -           | -           | 9      | 1      |        |
| 2021-2022       | Porto           | PL              | 0          | 0          | CP+CdL          | 0+1             | 0               |                    | -                  | -                  |             | -           | -           | 1      | 0      |        |
| 2023-2024       | Porto           | PL              | 4          | 1          | CP+CdL          | 2+1             | 0               | UCL                | 0                  | 0                  |             | -           | -           | 7      | 1      |        |
| Totale carriera | Totale carriera | Totale carriera | 156        | 11         |                 | 10              | 0               |                    | 0                  | 0                  |             | -           | -           | 166    | 11     |        |

## Palmarès

### Club

#### Competizioni nazionali
- Coppa del Portogallo: 1

Porto: 2023-2024
- Supercoppa di Portogallo: 1

Porto: 2024